# Test pokrycia
Test pokrycia (ang. coverage test) obejmuje szereg statycznych testów strukturalnych w dziedzinie testowania oprogramowania. Testy pokrycia są wykonywane na grafach przepływu sterowania (control flow graph, CFG). Przy pomocy testów pokrycia są produkowane przypadki testowe (test cases), które testują wewnętrzną strukturę oprogramowania i ewentualnie ujawniają błędy w kodzie źródłowym.
Rozróżnia się następujące rodzaje testów pokrycia:
- test pokrycia instrukcji programu, nazywany C0 test,
- test pokrycia rozgałęzień – C1 test,
- test pokrycia ścieżek (path) – C2 test,
  - kompletny test pokrycia ścieżek – C2a,
  - test pokrycia ścieżek boundary-interior – C2b test,
  - strukturalny test pokrycia ścieżek – C2c test,
- test pokrycia warunków logicznych – C3 test,
  - test prostego pokrycia warunków logicznych – C3a test,
  - test wielokrotnego pokrycia warunków logicznych – C3b,
  - minimalny test wielokrotnego pokrycia warunków logicznych – C3c.

Nie wykonywany na grafach przepływu sterowania, ale często implementowany w prostych narzędziach jest test pokrycia wierszy programu.